# Litoria dahlii
Litoria dahlii är en groddjursart som först beskrevs av George Albert Boulenger 1896.  Litoria dahlii ingår i släktet Litoria och familjen lövgrodor. IUCN kategoriserar arten globalt som livskraftig. Inga underarter finns listade i Catalogue of Life.